# Sigma SD10
Die Sigma SD10 von Sigma ist die zweite digitale Spiegelreflexkamera nach der SD9, die einen Foveon-X3-Bildsensor verwendet.
Die Kamera verfügt über einen Sigma-Wechselobjektivanschluss.
Sie verfügt über manuell einstellbare Lichtempfindlichkeitswerte von ISO 100 bis 1600 und hat eine kürzeste Verschlusszeit von 1/6000 s. Ein Merkmal der Kamera ist, dass  RAW-Dateien als Rohdateien  in der höchsten Auflösung oder JPEG in 3 verschiedenen Auflösungen ausgegeben werden, die durch eine mitgelieferte Software (SIGMA Photo Pro) auf dem Computer zu Bilddateien (TIFF bzw. JPEG) konvertiert werden können. Aktuell steht das Programm Sigma Photo Pro (aktuell Version 6.4.1) für Mac OS X 10.8+ und Windows 7+ bereit. Ein direkter Download der Bilder über Kabel ist mangels Treiber nicht mehr möglich. Zur Datenübertragung ist ein USB-Cardreader zu empfehlen.
Nachfolger der SD10 ist die SD14.

## Zubehör
mitgeliefert: Netzadapter SAC-1, Netzkabel, USB-Kabel, IEEE1394 Kabel (FireWire Kabel), Videokabel, LC-Monitorabdeckung, Umhängeriemen
optional: Elektronikblitz EF-500 DG SUPER / EF-500 DG ST, Batteriegriff Power Pack SD, Fernauslöser RS-21,  Kabelfernauslöser CR-11, PC-Synchro-Terminal-Adapter ST-11

## Sigma Photo Pro
Mit der Software Sigma Photo Pro können Bildbearbeitung und Konvertierung von RAW- in JPEG- oder TIFF-Dateien bei allen Kameras der SD-Reihe durchgeführt werden. Die Version 6.x kann kostenlos für Windows 7+ und Mac OS ab Version 10.4 heruntergeladen werden. Aktuell ist die Software-Version 6.5.4 verfügbar. Für MacOS ab 10.9 steht die Version 6.5.5 ebenfalls zur Verfügung.
Die Software wird für die Sigma-SLR-Kameras SD9, SD10, SD14, SD15, SD1 Merrill, die neue SD Quattro (H) und auch für die Sigma DP-Reihen verwendet.